# Jun Ichikawa
Jun Ichikawa (市川純?, Ichikawa Jun; Kumamoto, 7 maggio 1982) è un'attrice e doppiatrice giapponese naturalizzata italiana.

## Biografia
Nasce in una famiglia di artisti: il padre si diploma come tenore all'Accademia Nazionale di Santa Cecilia, dopo una laurea in matematica ottenuta all'Università di Waseda, mentre la madre, dopo la laurea all'Università della musica di Tokyo, giunge in Italia per dedicarsi alla carriera di soprano, ed è proprio qui che i due si incontrano. Jun trascorre i primi anni della sua infanzia tra il Giappone e l'Italia e, dall'età di 8 anni, si stabilisce definitivamente a Roma.
Frequenta sia la scuola italiana sia quella giapponese, il liceo scientifico, e successivamente si iscrive a ingegneria edile che frequenterà per un anno. Studia cinese e giapponese presso la facoltà di lingue orientali; oltre all'italiano e al giapponese parla correntemente anche inglese e francese.
La sua prima passione è la danza classica alla quale si dedica per dieci anni. Successivamente si iscrive a una scuola di teatro curata dal professor Giuseppe Argirò, nella quale ha la possibilità di perfezionare le abilità di educazione al movimento, recitazione, dizione ed educazione della voce, musica e canto. Questa scuola le permette di recitare in numerose rappresentazioni di teatro classico, tra le quali Agamennone (con Marina Zanchi, Luciano Virgilio, Edoardo Siravo), Le troiane dove per ben due volte interpreta il ruolo di Cassandra (insieme con Maria Paiato, Anna Maria Guarnieri, Maurizio Donadoni), Andromaca, Sogno di una notte di mezza estate.
L'esordio sul grande schermo, nel 2003, la vede protagonista del film Cantando dietro i paraventi di Ermanno Olmi. Gli anni successivi vedono la sua carriera cinematografica in costante ascesa: in particolare, nel 2004, recita al fianco di Giorgio Pasotti in Volevo solo dormirle addosso. Nel 2006 partecipa a cinque lungometraggi, tra cui La terza madre di Dario Argento. Nel 2007 interpreta se stessa nel docufilm Senza di Sabrina Paravicini; recita inoltre in Thruthful di A. Maldonado e in Said di J. Lefevre. Il 2008 la vede impegnata in Imago mortis. Nel 2009 è la protagonista di L'alibi violato di Riccardo Sesani, ed è Artemide nel film L'ultimo re di Aurelio Grimaldi.
A partire dal 2001 Jun partecipa anche varie fiction televisive, come Incantesimo, L'ispettore Coliandro, CentoVetrine, Rex e Provaci ancora prof!. Nel 2009 acquisisce successo interpretando il sottotenente Flavia Ayroldi nella fiction R.I.S. - Delitti imperfetti; e successivamente, nel 2010, in R.I.S. Roma - Delitti imperfetti (1° e 2° stagione). Nel 2008 il Festival internazionale di Catanzaro le conferisce il premio come "miglior attrice orientale". Nel primo trimestre del 2009 viene anche selezionata per il programma giapponese Japan All Stars, della TV Tokyo, nel quale vengono individuati cento giapponesi che hanno successo nel mondo, e dal 2012 al 2013 recita nella webserie italiana Freaks!.
Lavora anche in teatro e come doppiatrice in numerosi film, prestando la voce, tra gli altri, a Katie Leung (Cho Chang) nei capitoli Il calice di fuoco e L'Ordine della Fenice della saga di Harry Potter, Rila Fukushima (Yukio) in Wolverine - L'immortale, Tao Okamoto (Mercy Graves) in Batman v Superman: Dawn of Justice e Gemma Chan (Sersi) in Eternals.

## Filmografia

### Cinema
- Cantando dietro i paraventi, regia di Ermanno Olmi (2003)
- Volevo solo dormirle addosso, regia di Eugenio Cappuccio (2004)
- Anastezsi, regia di Miguel Alcantud (2005)
- Boy Meets Girls, regia di A. Wasch – cortometraggio (2005)
- Al termine della notte, regia di Samuel Macfadden (2006)
- Wrong Clients, regia di Alessandro Capone (2006)
- Sleeping Around, regia di Marco Carniti (2006)
- La terza madre, regia di Dario Argento (2007)
- La rabbia, regia di Louis Nero (2006)
- Fuga, regia di V. Gonzales – cortometraggio (2006)
- Senza, regia di Sabrina Paravicini – docufilm (2007)
- Truthful, regia di Andres Arce Maldonado (2007)
- Said, regia di Joseph Lefevre (2007)
- Ice Cream Dream, regia di Roberto Zazzara – cortometraggio (2007)
- Imago mortis, regia di Stefano Bessoni (2008)
- Una vita violata, regia di Riccardo Sesani (2009)
- L'ultimo re, regia di Aurelio Grimaldi (2009)
- Evil Things - Cose cattive, regia di Simone Gandolfo (2012)
- Niente può fermarci, regia di Luigi Cecinelli (2013)
- L'arte della felicità, regia di Alessandro Rak (2013)
- Il ministro, regia di Giorgio Amato (2015)
- Mokusatsu, regia di Nour Gharbi – cortometraggio[2] (2015)
- Dalle parti di Astrid, regia di Federico Mattioni (2016)
- Cronofobia, regia di Francesco Rizzi (2018)
- L’agenzia dei bugiardi, regia di Volfango De Biasi (2019)
- Il giorno più bello del mondo, regia di Alessandro Siani (2019)
- Addio al nubilato, regia di Francesco Apolloni (2021)
- House of Gucci, regia di Ridley Scott (2021)
- Mollo tutto e apro un chiringuito, regia di Pietro Belfiore, Davide Bonacina, Andrea Fadenti, Andrea Mazzarella e Davide Rossi (2021)
- Falla girare, regia di Giampaolo Morelli (2022)
- Non credo in niente, regia di Alessandro Marzullo (2023)

### Televisione
- Commesse – serie TV, 1 episodio (2002)
- Incantesimo – serial TV, 1 episodio (2004)
- L'ispettore Coliandro – serie TV, episodio 1x02 (2006)
- Nati ieri – serie TV, 1 episodio (2006)
- Il mio amico Babbo Natale 2, regia di Lucio Gaudino – film TV (2006)
- CentoVetrine – serial TV (2007-2008)
- Rex – serie TV, 1 episodio (2008)
- Crimini bianchi – serie TV, 1 episodio (2008)
- Provaci ancora prof! – serie TV, 1 episodio (2008)
- R.I.S. 5 - Delitti imperfetti – serie TV, 20 episodi (2009)
- Japan All Stars – programma TV (2009)
- R.I.S. Roma - Delitti imperfetti – serie TV, 20 episodi (2010)
- R.I.S. Roma - Delitti imperfetti – serie TV, episodi 2x01-2x02-2x03 (2011)
- Freaks! – webserie (2012-2013)
- Il tredicesimo apostolo – serie TV (2013)
- Squadra antimafia - Palermo oggi – serie TV, episodio 7x08 (2015)
- L'allieva – serie TV, 23 episodi (2016-2018)
- La linea verticale – serie TV, episodio 1x06 (2018)
- Purché finisca bene - Basta un paio di baffi, regia di Fabrizio Costa (2019)
- Studio Battaglia – serie TV, episodio 1x01 (2022)
- Citadel: Diana – serie TV, 5 episodi (2024)

## Teatro
- Shakespeare Chorus, regia di Giuseppe Argirò (1999)
- Ubu Re, regia di Giuseppe Argirò (2000-2001)
- Telecamere ardenti, regia di M. Mura (2004)
- Il signor rossi contro l'impero del male, regia di Paolo Rossi (2004-2005)
- Agamennone, regia di Giuseppe Argirò (2005)
- Le troiane, regia di Piero Maccarinelli (2005)
- Sogno di una notte di mezza estate, regia di N. Anselmo (2006)
- Andromaca, regia di Giuseppe Argirò (2006)
- Iliade. Il gioco degli dèi, testo di Francesco Niccolini, liberamente ispirato all'Iliade di Omero, regia di Alessio Boni, Roberto Aldorasi e Marcello Prayer, con Alessio Boni, Marcello Prayer, Iaia Forte (sostituita da Antonella Attili) (2023-2025)

## Doppiaggio

### Cinema
- Katie Leung in Harry Potter e il calice di fuoco, Harry Potter e l'Ordine della Fenice
- Shioli Kutsuna in Deadpool 2, Deadpool & Wolverine
- Rosanna Walls in Agents secrets
- Bai Ling in Edmond
- Chipo Chung in Sunshine
- Eri Otoguro in Ombre dal passato
- Tao Okamoto in Batman v Superman: Dawn of Justice
- Wenwen Han in The Karate Kid - La leggenda continua
- Jamie Chung in Sucker Punch
- Rila Fukushima in Wolverine - L'immortale
- Aimee Garcia in RoboCop
- Sonoya Mizuno in Ex Machina
- Ayumi Takano in Bitter Sweet - Ingredienti d'amore
- Naoko Mori in Mamma Mia! Ci risiamo
- Zhang Ziyi in Godzilla II - King of the Monsters
- Linh Dan Pham in Blue Bayou
- Gemma Chan in Eternals
- Jing Lusi in Heart of Stone
- Hong Chau in Kinds of Kindness

### Film d'animazione
- Antonia ne L'arte della felicità
- Yōko Ono ne L'isola dei cani
- Namaari in Raya e l'ultimo drago

### Serie televisive
- Jamie Chung in Lovecraft Country - La terra dei demoni
- Hong Chau in Watchmen
- Mayumi Yoshida in L'uomo nell'alto castello

### Soap opera e telenovelas
- Ayumi Takano in Bitter Sweet - Ingredienti d'amore

### Serie animate
- Kumiko Nakamura (1ª voce, st. 25-31) ne I Simpson

### Videogiochi
- Hanako Arasaka in Cyberpunk 2077[3]

## Riconoscimenti
- IV premio internazionale Giuseppe Sciacca – Premio critica (2005)
- Gran Galà dell'arte – Premio miglior attrice emergente (2005)
- Festival internazionale di Catanzaro – Premio miglior attrice orientale (2008)
- MendicinoCorto, V Festival internazionale del cortometraggio (Cosenza) – Premio miglior attrice straniera (2011)